# Plestiodon marginatus
Plestiodon marginatus är en ödleart som beskrevs av  Hallowell 1861. Plestiodon marginatus ingår i släktet Plestiodon och familjen skinkar. Inga underarter finns listade i Catalogue of Life.